# Klockrike församling

Vapen

Klockrike församling är en församling i Linköpings stift inom Svenska kyrkan. Församlingen ingår i Borensbergs pastorat och ligger geografiskt i Motala kommun i Östergötlands län. 
Församlingskyrkan Klockrike kyrka som byggdes gemensamt med Brunneby församling är den största landsortskyrkan i Linköpings stift.

## Administrativ historik
Församlingen har medeltida ursprung.
Församlingen var till 1962 moderförsamling i pastoratet Klockrike och Brunneby. Från 1962 till 1 juli 1974 var den annexförsamling i pastoratet Kristberg, Klockrike och Brunneby. Från 1 juli 1974 till 2006 var den annexförsamling i pastoratet Brunneby, Kristberg och Klockrike. Från 1 januari 2006 till 2014 tillhörde Klockrike församling Borensbergs och Tjällmo pastorat tillsammans med Borensbergs församling och Tjällmo församling. Från 2014 ingår församlingen i Borensbergs pastorat.

## Kyrkoherdar
Lista över kyrkoherdar. Prästbostaden låg i Täcktö vid Klockrike kyrka.
| Verksam   | Namn                             | Levnadstid | Övrigt                                        |
| --------- | -------------------------------- | ---------- | --------------------------------------------- |
| 1300      | Helge Björn                      | –1309      |                                               |
| 1350      | Nils Jonsson                     |            | Canonici i Linköping.                         |
| 1380      | Haraldus                         |            |                                               |
| 1516      | Johannes                         |            |                                               |
| 1525      | Sveno                            |            |                                               |
| 1540      | Petrus                           |            |                                               |
| 1558–1567 | Lars                             |            |                                               |
| 1590–1611 | Nicolaus                         | –1611      |                                               |
| 1612–1626 | Magnus Johannis (Sæbyensis)      | 1578–1626  |                                               |
| 1627–1641 | Amundus Svenonis (Tornvallensis) | 1571–1641  |                                               |
| 1642-1672 | Petrus Gudmundi (Lincopensis)    | –1672      | Kyrkoherde och kontraktsprost.                |
| 1673-1712 | Benjamin Retzius                 | 1637–1712  |                                               |
| 1714-1725 | Laurentius Malm                  |            | Senare kyrkoherde i Södra Vi församling.      |
| 1725-1732 | Zacharias Lönbom                 | 1673–1732  |                                               |
| 1732-1744 | Johan Palmærus                   | 1698–1766  | Senare kyrkoherde i Häradshammars församling. |
| 1744-1765 | Henricus Berselius               | 1704–1765  |                                               |
| 1766-1773 | Lars Gabriel Eneroth             | 1726–1773  |                                               |
| 1775-1809 | Johan Askelöf                    | 1733–1809  | Kyrkoherde och prost.                         |
| 1810-1827 | Jonas Enwall                     | 1764–1827  | Kyrkoherde, prost och kontraktsprost.         |
| 1827-1842 | Fredrik Reinhold Bruun           | 1777–1842  | Kyrkoherde och prost.                         |
| 1843-1850 | Johan Magnus Björklund           | 1785–1850  |                                               |
| 1851-1869 | Karl Johan Metzén                | 1796–1869  | Kyrkoherde, prost och kontraktsprost.         |
| 1871-1884 | Johan Fredrik Grewell            | 1806–1884  | Kyrkoherde och kontraktsprost.                |
| 1884-1900 | Carl Johan Petersson             | 1828–1900  |                                               |
| 1901-     | Otto Edoff                       | 1846–1930  | Kyrkoherde och kontraktsprost.                |

## Klockare och organister
| Ämbetstid | Namn                  | Levnadstid | Övrigt                  |
| --------- | --------------------- | ---------- | ----------------------- |
| 1705-1747 | Jons Persson          | 1674-1747  | Klockare                |
| 1760-1769 | Per Jonsson           | 1712-1769  | Klockare                |
| 1770-1807 | Magnus Björkerot      | 1744-1807  | Klockare                |
| 1807-1814 | Nils Forsman          | 1784-      | Klockare                |
| 1821-1825 | Carl Sjöholm          | 1787-      | Klockare                |
| 1828-1868 | Sven Peter Qvennstedt | 1803-1868  | Klockare och organist   |
| 1868-1914 | Karl Israel Peterson  | 1843-1923  | Organist och skollärare |
| 1914-1938 | Robert Thörn          | 1878-1943  | Klockare och organist   |
| 1939-1970 | Carl Findahl          | 1908-1970  | Klockare och organist   |